# Drosera esmeraldae
Drosera esmeraldae este o specie de plante carnivore din genul Drosera, familia Droseraceae, ordinul Caryophyllales. A fost descrisă pentru prima dată de Julian Alfred Steyermark, și a primit numele actual de la Bassett Maguire och John Julius Wurdack.
Este endemică în:
- Colombia.
- Venezuela.

Conform Catalogue of Life specia Drosera esmeraldae nu are subspecii cunoscute.